# Robert F. Shedinger
Robert Frederick Shedinger (nacido en 1959) es asistente y profesor asociado de religión en Luther College (Iowa) y anterior presidente del Departamento de Religión. También fue asistente de enseñanza de posgrado mientras obtenía su Ph.D. en Estudios Religiosos en la Universidad de Temple.

## Obras publicadas
- Robert Frederick Shedinger (2000). Tatian and the Jewish scriptures: a textual and philosophical analysis of the Old Testament citations in Tatian's Diatessaron. Dissertation: Ph. D. Temple University. OCLC 239853036.
- Robert F Shedinger; Deborah J Spink (2001). Who killed Goliath?: reading the Bible with heart and mind. Valley Forge, PA: Judson Press. ISBN 9780817013745. OCLC 44802967.
- Robert F Shedinger (2003). Tatian and the Jewish scriptures:  A Textual Philolophical Analysis of the Old Testament citations in Tatian's Diatessaron. Corpus scriptorum Christianorum Orientalium. Vol. 591. Leuven: Peeters; Hadleigh: BRAD. ISBN 9789042910423. OCLC 51270457.
- Robert F Shedinger (2004). Must the Greek text always be preferred? Versional and patristic witnesses to the text of Matthew 4:16. OCLC 1071569559.
- Robert F Shedinger (2009). Was Jesus a Muslim?: questioning categories in the study of religion. Minneapolis: Fortress Press. ISBN 9780800663254. OCLC 233543762.
- Robert F Shedinger (2012). Jesus. Oxford bibliographies., Islamic studies. [New York]: Oxford University Press. OCLC 858992332.
- Robert F Shedinger (2019). The mystery of evolutionary mechanisms: Darwinian biology's grand narrative of triumph and the subversion of religion. Eugene, Oregon, Cascade Books. OCLC 1049815298.
- Robert F Shedinger (2012). Radically open: transcending religious identity in an age of anxiety. Eugene, Oregon: Cascade Books. ISBN 9781620320426. OCLC 823041457.
- Robert F Shedinger (2015). Jesus and jihad: reclaiming the prophetic heart of Christianity and Islam. Eugene, OR: Cascade Books. ISBN 9781498220217. OCLC 913137261.